# Château des Adhémar
Het château des Adhémar is gelegen in het oostelijke deel van de stad Montélimar. Het kasteel werd in de 11de eeuw gebouwd door de graaf van Toulouse. In de 12de eeuw kwam het in handen van de adellijke familie Adhémar.
Het kasteel is een monument historique, evenals de muurschilderingen. Het "château des Adhémar" herbergde van 2000 tot 2017 een centrum voor hedendaagse kunst, waarin van 2001 tot 2015 regelmatig tentoonstellingen werden ingericht. In 2017, na bijna twee jaar van bezinning, besloot het departement van de Drôme over een nieuwe toekomst voor het kasteel.

## Programmering voor hedendaagse kunst
- 2015 : Andrea Mastrovito, Marcos Avila Forero, Collectif Les Climats (Gilles Gerbaud, Marine Lanier, Aude Lavenant, Antoine Picard, Myriam Voreppe)
- 2014 : Bill Culbert, Su-Mei Tse, Muriel Rodolosse
- 2013 : Mehdi Meddaci, Guillaume Bijl, Mat Collishaw, Glenda León
- 2012 : Guillaume Bardet, Olga Kisseleva, Emmanuel Régent, Marie Hendriks
- 2011 : Victoria Klotz, Ann Veronica Janssens, Betty Bui, Eric Rondepierre
- 2010 : Julien Prévieux, Pierre Malphettes, Delphine Balley, Yan Pei Ming
- 2009 : Jean-Louis Elzéard, Magali Lefebvre, Sarah Duby, Xavier Veilhan, Jean-François Gavoty, Loris Cecchini, Yvan Salomone, Delphine Gigoux-Martin, Gilles Grand, Benjamin Seror
- 2008 : Cécile Hesse, Gaël Romier, Sophie Lautru, John Armleder, Lilian Bourgeat, Christine Rebet
- 2007 : Eoin Mc Hugh, Le Gentil Garçon, Marie-José Burki, Etienne Bossut
- 2006 : Alina Abramov, Armand Jalut, Aurélie Pétrel, Bernhard Rüdiger, David Renaud, Philippe Durand
- 2005 : Delphine Balley, Clare Langan, Christine Laquet, Stéphanie Nava, Tadashi Kawamata, Françoise Quardon, Pierre David
- 2004 : Virginie Litzler, Alexandre Ovize, Nicolas Prache, Sarkis, Adam Adach, Stéphane Calais
- 2003 : Krijn de Koning, Felice Varini, Jean-Luc Moulène, Damien Beguet
- 2002 : Danielle Jacqui, Daniel Buren, Ivan Fayard, Patrick Tosani
- 2001 : André Morin, Alberto Giacometti, Ange Leccia, Laetitia Benat, Nicolas Delprat

## Externe links

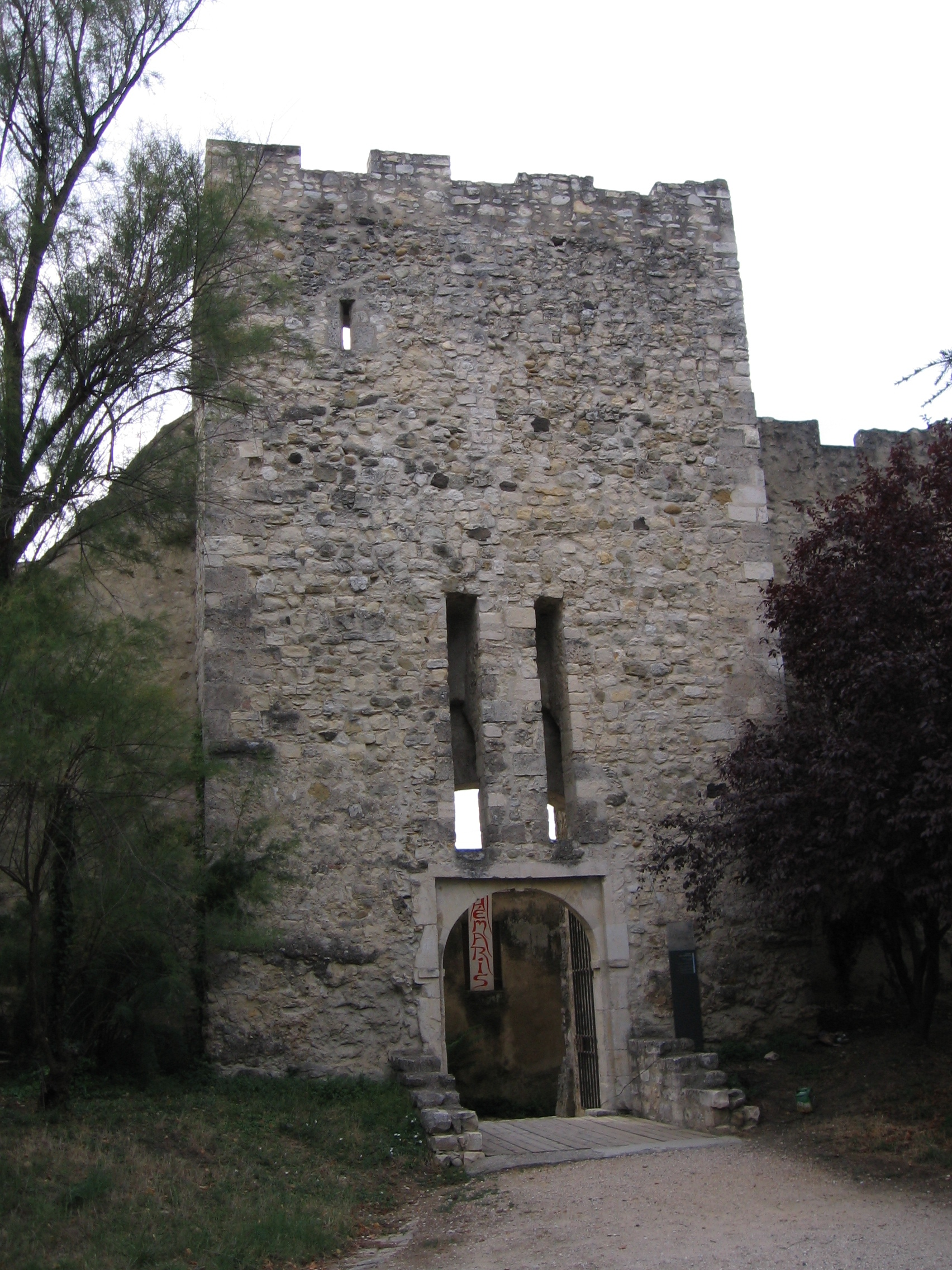
Poort
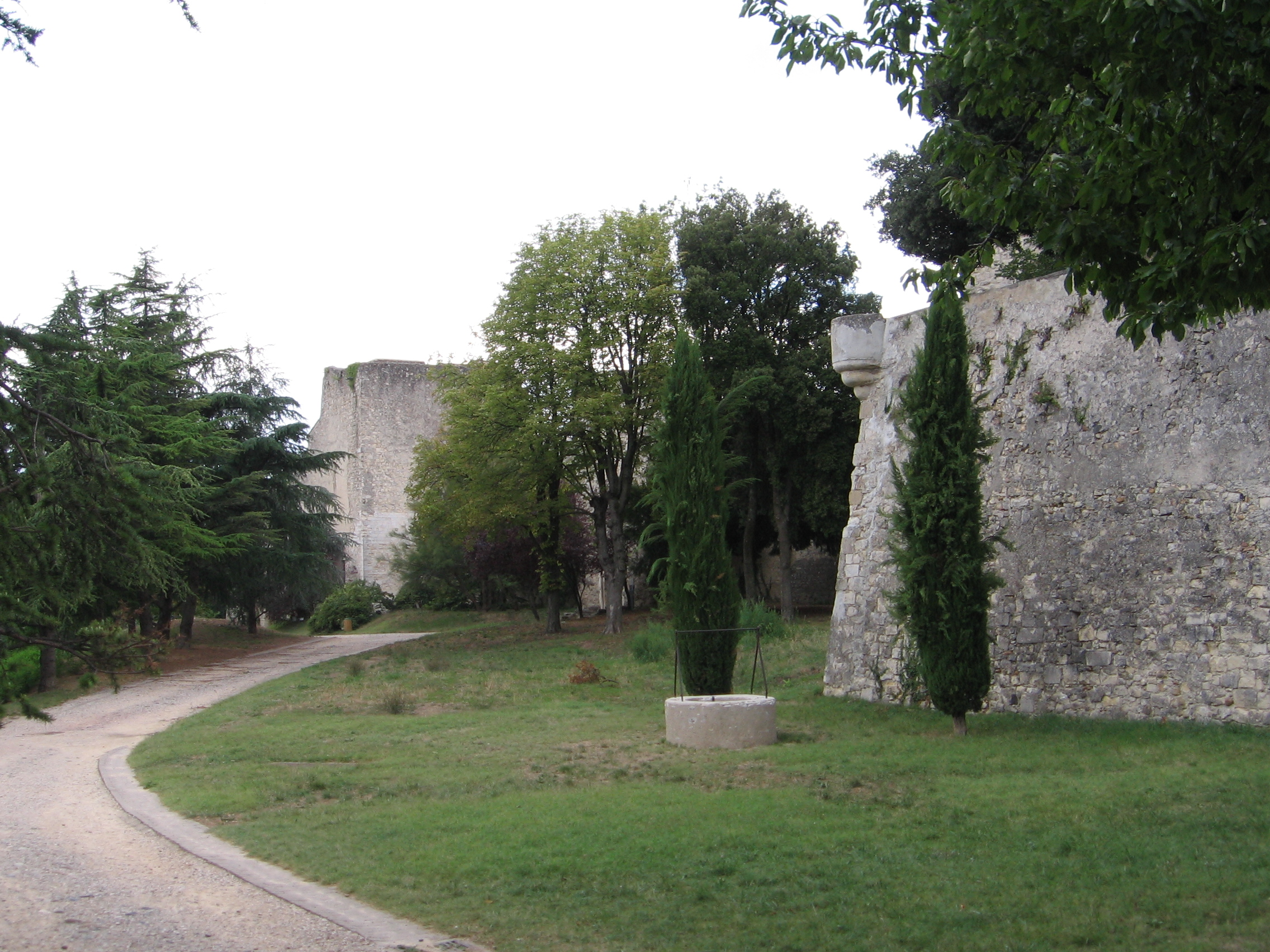
Muur en groen